# 希克蘇魯伯隕石坑

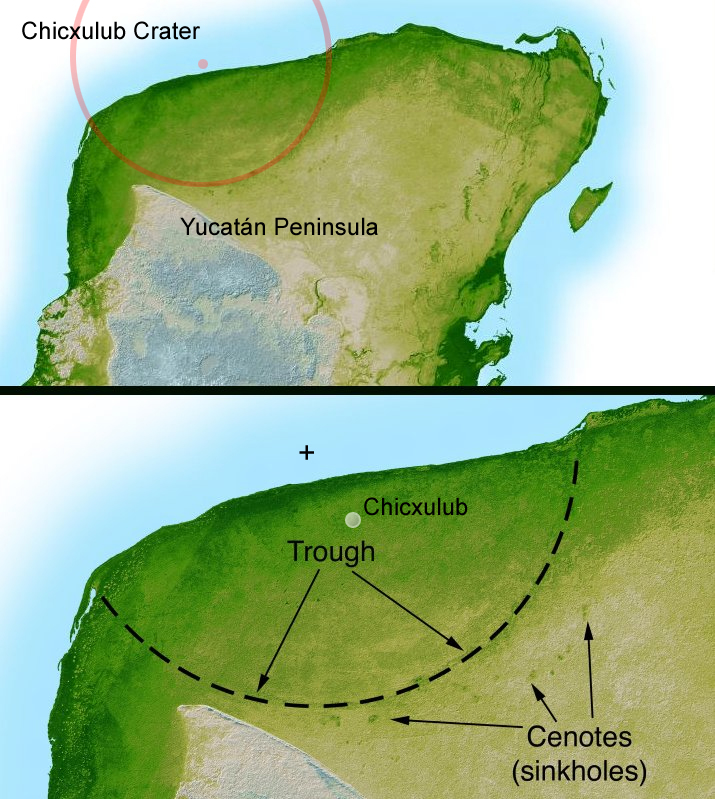
雷達的探測呈現出直徑500公里的隕石坑邊界。影像來源：NASA/JPL-Caltech

希克蘇魯伯隕石坑（英語：Chicxulub crater），又譯奇虛樂隕石坑或契克苏勒伯陨石坑，是一個位於墨西哥猶加敦半島的撞擊隕石坑，埋藏在地表之下。其名取自於隕石坑中心附近的城市希克蘇魯伯；希克蘇魯伯在馬雅語意為「惡魔的尾巴」。根據推測，隕石坑整體略呈橢圓形，平均直徑約有180公里，是地球表面最大型的撞擊地形。希克蘇魯伯隕石是全世界所有已知爆炸事件中規模排名第一的，規模相當於100兆噸三硝基甲苯（1014吨TNT當量）。其撞擊時間約為6600萬年前與白堊紀—古近紀界線（通常稱為 K-Pg 或 K-T 界線）相吻合。現在普遍認為，此次撞擊所造成的破壞和氣候紊亂是導致白堊紀-古近紀滅絕事件的主要原因，地球上 75% 的動植物物種滅絕，包括所有非鳥類恐龍。
早在1951年，墨西哥石油公司在当地开凿了数个研究用钻井，其中一个井在钻探到1.3公里的深度时遇到了厚的安山岩层。安山岩会因极度的高温高压而形成，陨石撞击可能会使得安山岩生成，但钻探当时这项发现被认为是火山锥的构造；尽管当地并没有其他火山存在的迹象。
Hildebrand与Penfield接触后，另外研究了墨西哥石油公司1951年时于另外两处钻井取得的样本，这些地质样本都暗示着陨石撞击；同时其他地质学者在海地进行的地层研究结果，也与撞击事件相吻合。
1981年
墨西哥石油公司无法让Penfield公开明确的资讯，尽管如此Penfield以及他的上司Antonio Camargo还是于1981年的地质学年会发表了他们的研究成果。讽刺的是，由于大多数的与会者都另外参加了一场关于地球撞击事件的专题讨论会，使得当年的地质年会出席率不高，他们的成果也没有受到重大的瞩目。
1990年代
1990年代早期，一位亚利桑那大学的研究生Alan R. Hildebrand到海地进行K-T沉积物的研究。K-T沉积物混杂了许多粗糙的石块碎片，可能是由撞击事件所引发的海啸冲刷而来；虽然很多地方都能找到这样的堆积物，但加勒比海地区似乎是这些沉积物的中心点。
Hildebrand在该处的沉积物中找到了高铱金属含量的棕绿色黏土、石英微粒，以及类似曜岩的玻璃风化物质。Hildebrand与他的指导教授William V. Boynton 在科学期刊上发表了研究成果，并推测造成这些沉积物的一定是陨石撞击事件；而撞击的地点应该在当地1000公里以内。；但是在加勒比海海域并没有已知的大型撞击坑。Hildebrand和Boynton向国际地质学会报告了他们的发现，引起了广大的注意。证据显示，撞击坑的位置应该在哥伦比亚北部，或古巴的西边。
接着一位休斯顿纪事报（Houston Chronicle）的记者Carlos Byars告诉Hildebrand，一名叫做Glen Penfield的地球物理学家于1987年在尤卡坦半岛北部的地底，发现了可能是陨石坑的痕迹。当年Penfield在墨西哥石油公司（PEMEX，Petróleos Mexicanos）担任空中磁场探测的工作。当他检视在尤卡坦半岛北部海域的探测资料时，发现了一个与当地已知地质状况不吻合的巨大弧形构造，该构造的末端向南部，即海与半岛的交界处。随后他调阅于1960年制作的当地重力分布资料，在半岛北端发现另一个弧状构造，其端点指向北方，这两个弧刚好组成一个完整的圈，以当地村落Chicxulub为中心，宽度约180公里。
1996年一组加州地区的研究团队使用卫星影像展开研究。他们发现以Chicxulub为中心，在Penfield发现的环形上分布著陷洞构造，这些下陷的洞或天然井被认为是撞击坑边缘的滑动与崩塌所造成的。此后更多的研究，都指出希克苏鲁伯陨石坑确实存在；还有一些研究宣称该撞击构造另有一个大坑，直径300公里；多数人研究的坑体只是小的内坑。
。2019年算出北達科他州化石表面附著物質的年代大約是6,576萬年前。

## 發現
早在1951年，墨西哥石油公司已在猶加敦半島開鑿數個鑽井，曾經在約1.3公里深處挖到相當厚的安山岩層。安山岩是由地球的內部地熱形成，或是由撞擊事件產生。在探勘時，這些安山岩只被認為是熔岩穹丘，但該地區很少火山地形。
在1978年，地質學家格倫·彭菲爾德在墨西哥灣利用飛機進行地磁學調查，替墨西哥石油公司從事石油探勘工作。格倫·彭菲爾德發現在猶加敦半島外海的海床下，有一個直徑達70公里的對稱環狀地形。隨後他調閱於1960年代製作的猶加敦半島重力異常圖，發現猶加敦半島也有一個弧狀地形，兩者組成一個完整的圓形結構，直徑達180公里，中心接近希克蘇魯伯。但由於與墨西哥石油公司的合約，格倫·彭菲爾德並沒有公佈他的發現。
雖然墨西哥石油公司無法讓彭菲爾德公開明確的資訊，但彭菲爾德以及他的上司Antonio Camargo還是於1981年的地質學年會上發表了他們的研究成果。由於大多數的與會者都另外參加了一場關於地球撞擊事件的專題討論會，使得當年的地質年會出席率不高，他們的成果也沒有受到重大關注。格倫·彭菲爾德企圖獲得50年代的地質標本，但這些地質標本已經遺失。格倫·彭菲爾德企圖回到探勘地點，但無所獲，於是他放棄研究，繼續替墨西哥石油公司探勘石油。
在1980年，路易斯·沃爾特·阿爾瓦雷茨、與兒子沃爾特·阿爾瓦雷茨、弗蘭克·阿薩羅（Frank Asaro）、海倫·米歇爾（Helen Michel）等人提出白堊紀與第三紀的交接時期，曾有顆小行星撞擊地球表面，造成白堊紀末期的大規模滅絕事件。在1981年，亞利桑那大學的研究生艾倫·希爾德布蘭（Alan R. Hildebrand）與指導教師威廉·波昂頓（William V. Boynton）也提出小行星撞擊地球理論，並認為撞擊地點可能位於加勒比海地區。希爾德布蘭到海地進行K-T界線研究，在棕綠色黏土沉積物中找到了高含量的銥、衝擊石英，以及類似玻璃隕石的風化物質。該地還發現由雜亂岩石構成的厚沉積層，可能是由撞擊事件引起的大型海嘯帶來的岩塊。在加勒比海地區的K-T界線，還可發現許多類似的地層。海地教授Florentine Morás認為這是海地的史前火山證據，但希爾德布蘭認為這是附近曾發生撞擊事件的證據。在K-T界線發現許多玻璃隕石，只有撞擊事件或核爆產生的高溫會形成這種岩石。
在1990年，休士頓紀事報的記者Carlos Byars告知希爾德布蘭，格倫·彭菲爾德可能在10幾年前在猶加敦半島發現撞擊隕石坑。希爾德布蘭與格倫·彭菲爾德取得聯繫，另外研究了墨西哥石油公司於1951年時在另外兩處鑽井取得的樣本，儲放在紐奧良。這些地質樣本都顯示著變質岩的特徵。
在1996年，一組美國加州地區的研究團隊，包括凱文·波普（Kevin O. Pope）、艾德里安娜·奧坎波（Adriana Ocampo）以及Charles Duller，使用衛星影像展開研究。他們發現環狀地形上分佈著陷洞構造，這些下陷的洞或天然井被認為是撞擊坑邊緣的滑動與崩塌所造成的。還有一些研究宣稱該撞擊構造另有一個大坑，直徑300公里；多數人研究的坑體只是小的內坑。

## 撞擊事件

撞擊過程的動畫，由亞利桑那大學Space Imagery Center製作

造成隕石坑的撞擊物體，直徑推測至少有10公里，撞擊後完全蒸發，釋出高達4.2×1023焦耳的能量，相當於100兆噸三硝基甲苯（1014吨TNT当量）。人類歷史中最強的人造爆炸物是沙皇炸彈，爆炸威力只相当于5,000萬噸黃色炸藥；而希克蘇魯伯撞擊事件的能量是沙皇氫彈的200万倍。科學家估計科羅拉多州的拉加里塔火山口火山喷发是地質歷史中規模最大的火山爆發，那次喷发释放出1.0×1021焦耳（约2.4×1011吨TNT当量）的能量，也遠小於希克蘇魯伯撞擊事件。

### 效應
希克蘇魯伯撞擊事件會引發大規模海嘯，並使大量高熱灰塵進入大氣層，而撞擊地點會在數秒內被撞擊後再度落下的噴出物覆蓋。撞擊體的碎片與再度落下的噴出物，會造成全球性的火風暴。而極大的撞擊波可能引發各地的地震與火山爆發。撞击事件會造成大量的灰塵進入大氣層，長時期遮蔽陽光，妨礙植物進行光合作用，而在食物鏈上層的草食性動物、肉食性動物也跟着滅亡，造成生態系統的瓦解。撞擊事件也可能造成大量的二氧化碳進入大氣層中，形成明顯的溫室效應。
该撞击很可能引起了地球自转和公转特征的改变，例如日地距离的变化，导致太阳光照强度下降，也引起了印度的火山长时间的活跃的喷发。总之多种因素，导致气候变得更加寒冷干燥温差增大等，植物光合作用下降，不利于生物的生存。2008年2月，德州大學的Sean Gulick等人利用地震學資料，提出該隕石撞擊到的水域，比往常所認定的更深。他們提出這將造成更多的硫酸氣溶膠，嚴重影響氣候，造成更多酸雨。
英國倫敦帝國學院的地球物理學者 Joanna Morgan 教授帶領的研究團隊最新研究提出證據，進一步解釋造成白堊紀─第三紀滅絕事件（Cretaceous-Paleogene extinction event）的原因。他們認為導致當時包含恐龍等大量生物滅絕，主要原因應該是因為大氣層的組成改變。充滿硫化物的大氣層讓氣溫下降造成全球性寒冬，導致大多數動、植物死亡滅絕。這項研究已於日前發表於科學期刊《地球物理研究通訊》（Geophysical Research Letters）。研究人員認為小行星撞擊時讓超過 3 千億噸的硫進入大氣層，造就了地球環境陷入灰暗寒冷，全球氣溫下降至零度以下長達數年，可能也影響了海洋的溫度長達數百年。這樣劇烈的氣溫變化就解釋了為什麼當時有如此大量物種陷入生存危機而滅絕。經過計算之後，研究團隊估計當時有 3,250 ± 1,300 億噸的硫及 4,250 ± 1,600 億噸的二氧化碳（人類每年排放至大氣層的二氧化碳總量大約是 400 億噸），高速向上噴出進入高層大氣。雖然二氧化碳後來影響的時間更長，造成地球氣溫暖化，但是當下大量硫化物和煙塵造成更直接的影響，讓氣溫迅速下降至非常低溫。美國埃默里大學環境科學教授 Anthony Martin 解釋，雖然大量二氧化碳會造成溫室效應讓氣候暖化，但大量的硫會更劇烈直接的讓太陽輻射無法穿透大氣層，就像在溫室上方加上一塊掩蔽光線的黑幕。在先前，德國波茨坦大學 Julia Brugger 的研究團隊已在今年更早時，模擬了當 1,000 億噸硫化物和 14,000 億噸的二氧化碳噴發對全球氣候環境的影響。他們發現在這樣的情況下，地球每年的表面空氣溫度至少較一般低 26 度，更有大約 3 至 16 年間溫度在零度以下，而且至少需 30 年才慢慢回復。Morgan 教授解釋，先前 Julia Brugger 研究團隊的結果對硫化物的影響估計較保守，但現在他們已能修正硫化物的含量讓數據更精確。加上當時小行星撞擊的角度及方向等參數，研究團隊可確切知道哪片岩层受到撞擊，校正當時產生的氣體數據。如果 Brugger 團隊先前是以 1,000 億噸硫化物計算，那麼實際情形應該會比模擬時還要嚴重。。

### 地質學與形態學
在1991年，希爾德布蘭與彭菲尔德等人研究希克蘇魯伯隕石坑的地質特徵與構成。希克蘇魯伯隕石坑覆蓋在地底下方1,000公尺處，上方覆蓋着泥灰與石灰岩，這些地層最早自古新世形成。希克蘇魯伯隕石坑的下方則是厚達500公尺的安山岩與角礫岩，在撞擊地點經常發現這些火成岩；還發現常在撞擊地點發現的大量長石與輝石，以及衝擊石英。K-T界線位在地底下600公尺到1,100公尺之間；而隕石坑外5公里處的K-T界線，位於地底下約500公尺處。隕石坑周圍的天然井，顯示該隕石坑撞擊後形成海盆，存在於第三紀時期。這個地下水層會溶解石灰岩層，形成洞穴與天然井。研究人員也在海地發現似玻璃隕石證據。

### 起源
在2007年9月，《自然》的一篇研究提出希克蘇魯伯隕石坑的起源。美國科羅拉多州美國西南研究院的研究人員威廉·波特克（William Bottke）與捷克籍科學家David Vokrouhlický、David Nesvorný，利用電腦計算出造成希克蘇魯伯撞擊事件的元凶，模擬計算結果顯示，該隕石坑有90%的可能性是由一個名為巴普提斯蒂娜（298 Baptistina）的小行星所造成的，該小行星原始直徑预估接近160公里，残余的碎片目前運行於火星與木星之間；根據推論，在1億6,000萬年前，巴普提斯蒂娜小行星被一顆直徑約55公里的未命名小行星撞擊後粉碎，主要的碎片形成巴普提斯蒂娜族（Baptistina family）小行星帶，而某些碎片則闖入地球的公轉軌道，其中一顆直徑10公里的碎片在6,500萬年前撞擊了墨西哥猶加敦半島，形成希克蘇魯伯隕石坑。希克蘇魯伯隕石坑的地質證據顯示高含量的碳，顯示是由碳質球粒隕石撞擊而成，巴普提斯蒂娜族小行星帶就屬於碳質球粒隕石。

### 滅絕事件
加州大學柏克萊分校的物理學家路易斯·沃爾特·阿爾瓦雷茨、與地質學家沃爾特·阿爾瓦雷茨等人提出恐龍等動植物是因撞擊事件而滅絕。根據他們的推測，該次滅絕事件與希克蘇魯伯撞擊事件的發生時期相近，可能是因這個撞擊事件導致而成。他們的理論目前被科學家廣泛接納。但某些科學家提出異議，例如古動物學家羅伯特·巴克提出這個規模的滅絕事件應該也會使青蛙滅亡，但牠們卻存活下來了。普林斯頓大學的Gerta Keller根據希克蘇魯伯的岩芯樣本，提出希克蘇魯伯撞擊事件發生於滅絕事件之前30萬年，因此不是滅絕事件的主因。
除了隕石坑以外，撞擊事件的證據還有全球各地的K-T界線的薄黏土層。1970年代末，阿爾瓦雷茨等人提出該黏土層有高含量的銥。銥含量高達6ppb，而地殼的銥含量僅0.4ppb而隕石的銥含量達470ppb。隕石撞擊造成的灰塵雲在全球沉降後，便形成銥含量極高的黏土地層。

## 多重撞擊理論
近年來，在北緯20度至70度之間的地區內，發現了更多與希克蘇魯伯隕石坑同年代的撞擊坑。例如：英國北海外海的銀坑隕石坑、烏克蘭的波泰士隕石坑，這些隕石坑的規模較小，有可能是由數公噸重的物體撞擊而成。這些發現促成了此一假設：希克蘇魯伯隕石坑發生時期的白堊紀-第三紀滅絕事件，可能係由一連串隕石撞擊而造成。同一時期的疑似撞擊事件還有在印度洋發現的濕婆隕石坑；但此坑狀構造的成因還有許多爭論。
1994年，蘇梅克-列維9號彗星撞擊木星，事件證明了彗星會受行星的潮汐力影響，使其在撞擊前分裂成數塊，而這些碎塊會在短時間內連續撞擊行星。蘇梅克-列維9號彗星因為木星的重力扯碎，而太陽系過去極可能發生過類似的事件。在6,500萬年前，地球附近可能也曾發生同樣的事情。
但在2006年年底，明尼蘇達大學的地質學家Ken MacLeod所完成的地質分析，卻支持單一撞擊理論。他研究了距離希克蘇魯伯隕石坑4,500公里的海底土壤與沉積物，分析結果顯示地層中僅有一層撞擊沉積物；在遠達4,500公里的距離仍未發現其他撞擊造成的沉積物，表示同時期應該只有發生過一次撞擊事件。然而，提出多重撞擊理論的Gerta Keller認為這個研究結果過於主觀、誇大。

### 腳註
1. 1 2 3 4 5 6 7 8 9 10 11 12 13  Bates, Robin (series producer), Chesmar, Terri and Baniewicz, Rich (associate producers).  (TV-series). PBS Video, WHYY-TV. 1992  [2009-01-14]. （原始内容存档于2020-04-24）. .   [2009-01-14]. 原始内容存档于2021-05-29.
[Bakker, Robert T. Interview: The Dinosaurs: Death of the Dinosaur. 1990, WHYY-TV.
Hildebrand, Alan. Interview: The Dinosaurs: Death of the Dinosaur. 1992, WHYY-TV.
Milosh, Gene. Interview: The Dinosaurs: Death of the Dinosaur. 1992, (1990): WHYY-TV.
Moras, Florentine. Interview: The Dinosaurs: Death of the Dinosaur. 1992, (filmed 1990): WHYY-TV.
Penfield, Glen. Interview: The Dinosaurs: Death of the Dinosaur. 1992, WHYY-TV.
2. ↑  Peter Schulte, et al. (5 March, 2010). The Chicxulub Asteroid Impact and Mass Extinction at the Cretaceous-Paleogene Boundary, Science, 327(5970): 1214 - 1218. DOI: 10.1126/science.1177265. （页面存档备份，存于） http://www.sciencemag.org/cgi/content/full/327/5970/1214 （页面存档备份，存于）
3. ↑  Amos）, 乔纳森·阿莫斯（Jonathan. . 2019-04-03  [2019-04-11]. （原始内容存档于2020-11-23） （英国英语）.
4. 1 2  Verschuur, Gerrit L. . Oxford University Press (U.S.). 1996. ISBN 0195119193.
5. ↑  Weinreb, David B. . jyi.org. March 2002  [2007-10-03]. （原始内容存档于2007-10-18）.
6. 1 2 3 4 5 6 7  Hildebrand, Alan R.;  Penfield, Glen T.; Kring, David A.; Pilkington, Mark; Zanoguera, Antonio Camargo; Jacobsen, Stein B.; Boynton, William V. . Geology. September 1991, 19 (9): 867–871  [2009-01-14]. doi:10.1130/0091-7613(1991)019<0867:CCAPCT>2.3.CO;2. （原始内容存档于2011-11-08）.
7. ↑  Frankel, Charles. . Cambridge University Press. 1999: 236. ISBN 0521474477.
8. ↑  Pope KO, Baines KH, Ocampo AC, Ivanov BA. . Journal of Geophysical Research. 1997, 102 (E9): 245–64. PMID 11541145. doi:10.1029/97JE01743.
9. ↑  Sharpton VL, Marin LE. . Annals of the New York Academy of Sciences. 1997, 822: 353–80. PMID 11543120. doi:10.1111/j.1749-6632.1997.tb48351.x.
10. ↑  Covey; et al. . Global and Planetary Change, 9 (1994) 263-273. 1994, 9: 263. doi:10.1016/0921-8181(94)90020-5.
11. ↑  Bralower, Timothy J.; Charles K. Paull and R. Mark Leckie.  (PDF). Geology. April 1998: 122–124  [2007-09-25]. （原始内容 (PDF)存档于2007-11-28）.
12. 1 2  Adamsky, Viktor; Smirnov, Yuri.  (PDF). Cold War International History Project Bulletin. 1994, (4): 19–21. （原始内容 (PDF)存档于2000-08-26）.
13. ↑  Mason, Ben G.; Pyle, David M. and Oppenheimer, Clive. . Bulletin of Volcanology (PDF). 2004, 66 (8): 735–748. doi:10.1007/s00445-004-0355-9.
14. ↑  Milosh. "On the ground, you would feel an effect similar to an oven on broil, lasting for about an hour [...] causing global forest fires."
15. 1 2  Perlman, David. . San Francisco Chronicle. 2007-09-06  [2007-10-03]. （原始内容存档于2012-04-04）.
16. ↑  Pope KO, Ocampo AC, Kinsland GL, Smith R. . Geology. 1996, 24 (6): 527–30. PMID 11539331. doi:10.1130/0091-7613(1996)024<0527:SEOTCC>2.3.CO;2.
17. ↑  Gulick, et al. "Seismic Images Show Dinosaur-Killing Meteor Made Bigger Splash" .   [2009-01-14]. （原始内容存档于2008-02-09）.
18. ↑  Dinosaur-Killing Asteroid Basically Brought a Nuclear Winter, Says New Model .   [2017-11-27]. （原始内容存档于2021-01-19）.
19. ↑  The Asteroid That Killed the Dinosaurs Probably Caused a 30-Year Winter .   [2017-11-27]. （原始内容存档于2019-05-21）.
20. ↑  Asteroid impact plunged dinosaurs into catastrophic 'winter' .   [2017-11-27]. （原始内容存档于2020-11-09）.
21. ↑  Grieve, R. . Geological Society of America Bulletin. 1975, 86: 1617–1629. doi:10.1130/0016-7606(1975)86<1617:PACOTI>2.0.CO;2.
22. ↑  Kring, David A. . lpl.arizona.edu.   [2007-10-12]. （原始内容存档于2007-10-10）.
23. ↑  Bottke, W.F.; Vokrouhlicky, D., Nesvorny, D.  (PDF). Nature. September 2007, 449: 23–25  [2007-10-03]. doi:10.1038/nature06070. （原始内容存档 (PDF)于2020-04-24）.
24. ↑  Ingham, Richard. . AFP. Google News. 2007-09-05  [2007-09-27]. （原始内容存档于2007-11-14）.
25. ↑  Kring, David A. . Astrobiology. 2003, 3 (1): 133–152. PMID 12809133. doi:10.1089/153110703321632471.
26. 1 2  Kelley, Simon P.; Gurov, Eugene. . Meteoritics & Planetary Science. 2002, 37 (8): 1031–1043. （原始内容 (abstract)存档于2008-09-05）.
27. ↑  Alvarez, W.; L.W. Alvarez, F. Asaro, and H.V. Michel. . Christensen, W.K., and Birkelund, T.  (编).  2. University of Copenhagen: 69. 1979.
28. ↑  Web Elements. . webelements.com. 2007  [2007-09-26]. （原始内容存档于2008-08-20）.
29. ↑  Qivx Inc. . qivx.com. 2003  [2007-09-25]. （原始内容存档于2007-09-28）.
30. ↑  Mayell, Hillary. . National Geographic News. 2005-05-15  [2007-10-01]. （原始内容存档于2016-09-18）.
31. ↑  Stewart S. A., Allen P. J. . Nature. 2002, 418 (6897): 520–3. PMID 12152076.
32. ↑  Stewart, S. A. . Geological Society of America Bulletin. 2005, 117 (3): 354–368. doi:10.1130/B25591.1. （原始内容存档于2011-12-09）.
33. 1 2  Mullen, Leslie. . spacedaily.com. 2004-10-21  [2007-09-29]. （原始内容存档于2020-04-30）.
34. ↑  Mullen, Leslie. . Astrobiology Magazine. 2004-11-04  [2007-09-29]. （原始内容存档于2020-04-22）.
35. ↑  Weisstein, Eric W. . scienceworld.wolfram.com. 2007  [September 5, 2007]. （原始内容存档于2020-05-11）.
36. ↑  Than, Ker. . livescience.com. 2006-11-28  [2007-09-29]. （原始内容存档于2020-05-16）.
37. ↑  Dunham, Will. . physadvice.net. 2006-11-30  [2007-09-29]. （原始内容存档于2015-10-17）.

### 文獻
- Keller, Gerta; Adatte, Thierry; Berner, Zsolt; Harting, Markus; Baum, Gerald; Prauss, Michael; Tantawy, Abdel; Stueben, Doris.  (PDF). Earth and Planetary Science Letters. 2007, 255: 1–18  [2007-09-25]. doi:10.1016/j.epsl.2006.12.026. （原始内容 (PDF)存档于2007-06-23）.
- Mason, Moya K. . moyak.com. 2007  [2007-10-03]. （原始内容存档于2008-12-26）.
- Rojas-Consuegra, R., M. A. Iturralde-Vinent, C. Díaz-Otero y D. García-Delgado. . Geociencias. 2005, 8 (6): 1–9. ISBN 978-959-7117-03-2.

## 外部連結
- 希克蘇魯伯隕石坑所在地的衛星影像（來自Google Maps）